# Łagiewniki (gemeente)
De gemeente Łagiewniki is een landgemeente in het Poolse woiwodschap Neder-Silezië, in powiat Dzierżoniowski.
De zetel van de gemeente is in Łagiewniki.
Op 30 juni 2004 telde de gemeente 7284 inwoners.

## Oppervlakte gegevens
In 2002 bedroeg de totale oppervlakte van gemeente Łagiewniki 124,42 km², waarvan:
- agrarisch gebied: 73%
- bossen: 19%

De gemeente beslaat 25,99% van de totale oppervlakte van de powiat.

## Demografie
Stand op 30 juni 2004:
| Omschrijving                   | Totaal | Totaal | Vrouwen | Vrouwen | Mannen | Mannen |
| ------------------------------ | ------ | ------ | ------- | ------- | ------ | ------ |
| eenheid                        | aantal | %      | aantal  | %       | aantal | %      |
| inwoners                       | 7284   | 100    | 3787    | 52      | 3497   | 48     |
| bevolkingsdichtheid (inw./km²) | 58,5   | 58,5   | 30,4    | 30,4    | 28,1   | 28,1   |

In 2002 bedroeg het gemiddelde inkomen per inwoner 1320,48 zł.

## Administratieve plaatsen (sołectwo)
Jaźwina, Ligota Wielka, Łagiewniki, Młynica, Oleszna, Przystronie, Radzików, Ratajno, Sieniawka, Sienice, Słupice, Sokolniki, Stoszów, Trzebnik.

## Overige plaatsen
Domaszów, Janczowice, Kuchary, Mniowice, Uliczno.

## Aangrenzende gemeenten
Dzierżoniów, Jordanów Śląski, Kondratowice, Marcinowice, Niemcza, Sobótka